# هال هيرنغ
هال هيرنغ (بالإنجليزية: Hal Herring)‏ هو لاعب كرة قدم أمريكية أمريكي، ولد في 24 فبراير 1924 في لانيت في الولايات المتحدة، وتوفي في 9 فبراير 2014 في كومينغ في الولايات المتحدة.

## وصلات خارجية
- هال هيرنغ على موقع مرجع كرة القدم المحترفة.كوم (الإنجليزية)
- هال هيرنغ على موقع قاعة ألاباما للمشاهير الرياضية (مؤرشف) (الإنجليزية)